# 1882 in Zwitserland
Dit artikel beschrijft het verloop van 1882 in Zwitserland.

## Ambtsbekleders
De Bondsraad was in 1882 samengesteld als volgt:
| Naam | Naam                | Partij    | Kanton     | Functie                                                                       |
| ---- | ------------------- | --------- | ---------- | ----------------------------------------------------------------------------- |
|      | Simeon Bavier       | radicalen | Graubünden | Bondspresident in 1882; hoofd van het Departement van Politieke Zaken         |
|      | Louis Ruchonnet     | radicalen | Vaud       | Vicebondspresident in 1882; hoofd van het Departement van Justitie en Politie |
|      | Numa Droz           | radicalen | Neuchâtel  | Hoofd van het Departement van Handel en Landbouw                              |
|      | Bernhard Hammer     | radicalen | Solothurn  | Hoofd van het Departement van Financiën en Douane                             |
|      | Wilhelm Hertenstein | radicalen | Zürich     | Hoofd van het Departement van Militaire Zaken                                 |
|      | Karl Schenk         | radicalen | Bern       | Hoofd van het Departement van Binnenlandse Zaken                              |
|      | Emil Welti          | radicalen | Aargau     | Hoofd van het Departement van Posterijen en Spoorwegen                        |

De Bondsvergadering werd voorgezeten door:
| Naam | Naam           | Partij              | Kanton    | Functie                                              |
| ---- | -------------- | ------------------- | --------- | ---------------------------------------------------- |
|      | Karl Zyro      | radicalen           | Bern      | Voorzitter van de Nationale Raad (tot 5 juni 1882)   |
|      | Adolf Deucher  | radicalen           | Thurgau   | Voorzitter van de Nationale Raad (vanaf 5 juni 1882) |
|      | Auguste Cornaz | radicalen           | Neuchâtel | Voorzitter van de Kantonsraad (tot 5 juni 1882)      |
|      | Wilhelm Vigier | gematigde liberalen | Solothurn | Voorzitter van de Kantonsraad (vanaf 5 juni 1882)    |

## Gebeurtenissen

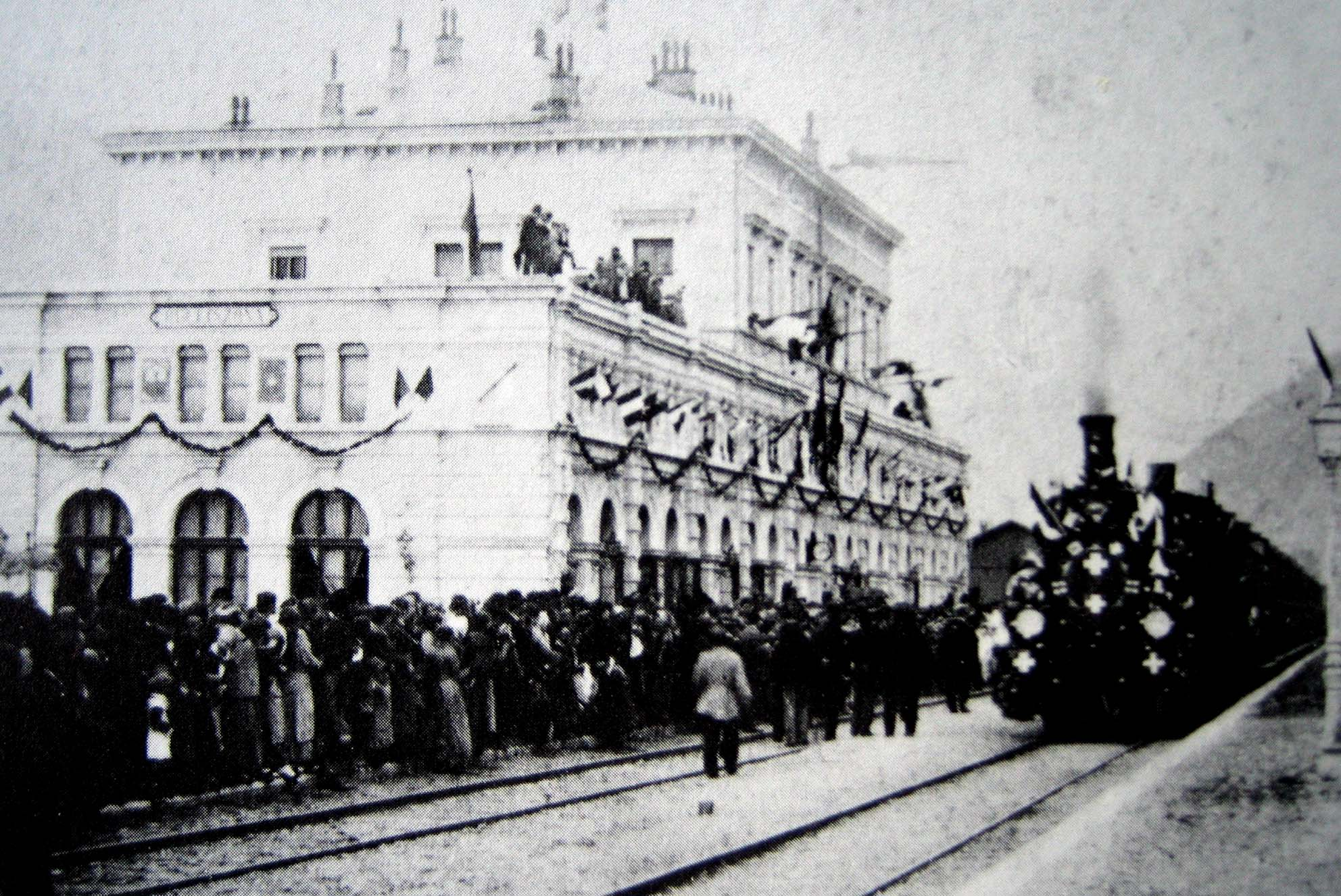
Beeld van de plechtige opening van de Gotthardtunnel in Bellinzona, mei 1882.

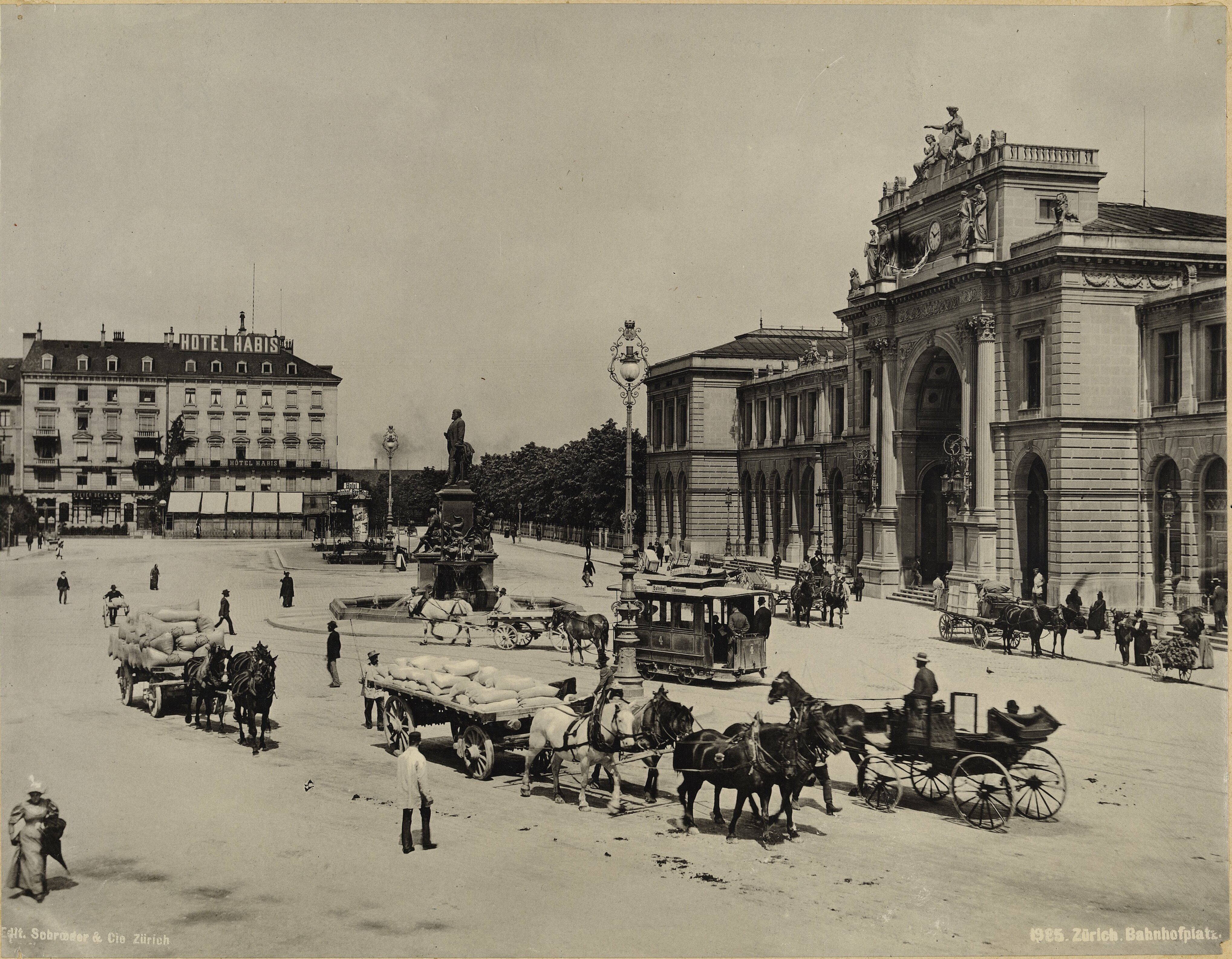
De paardentram op de Bahnhofplatz in Zürich (kanton Zürich).

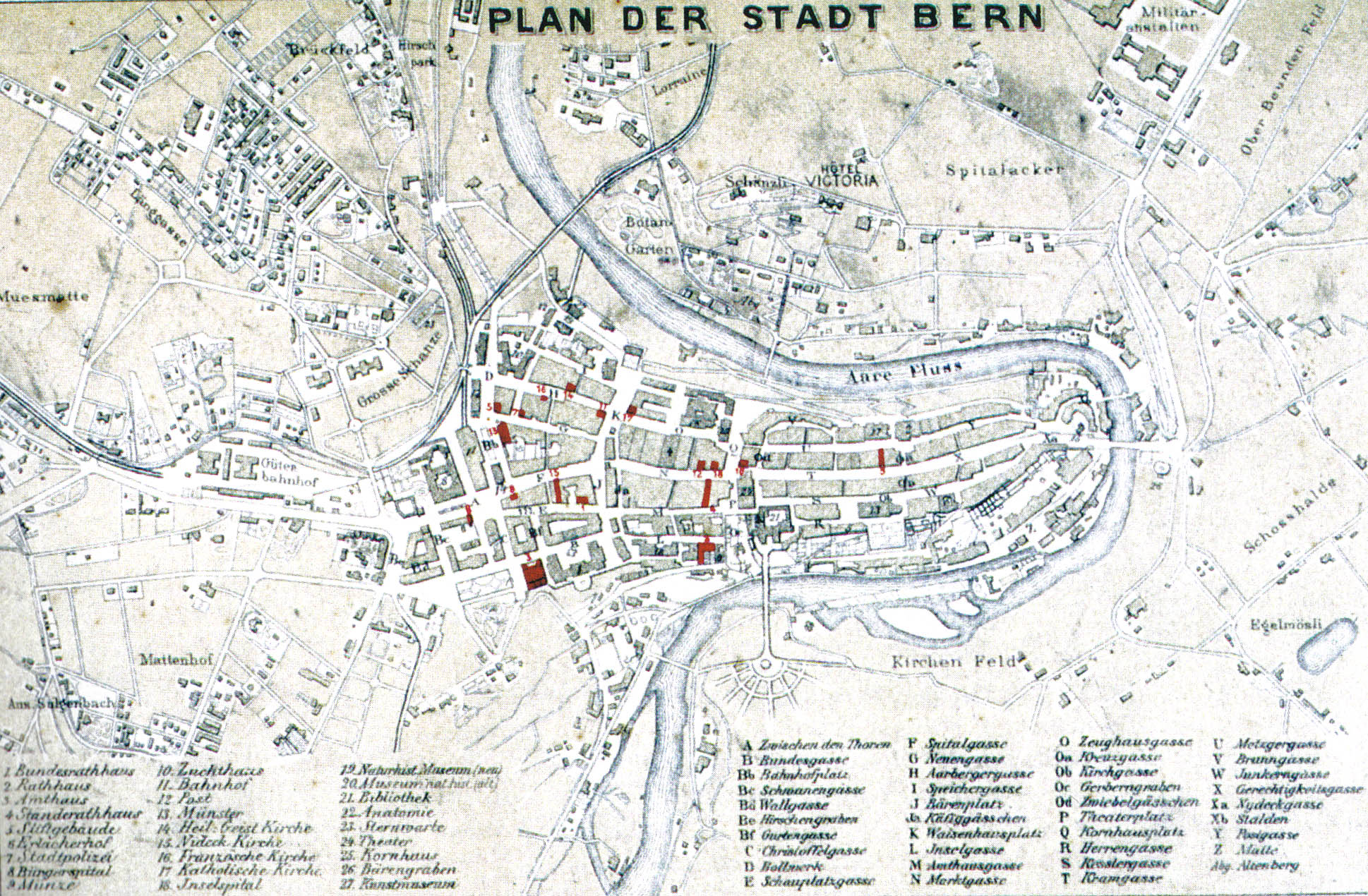
Kaart van de stad Bern (Bern) uit 1882.

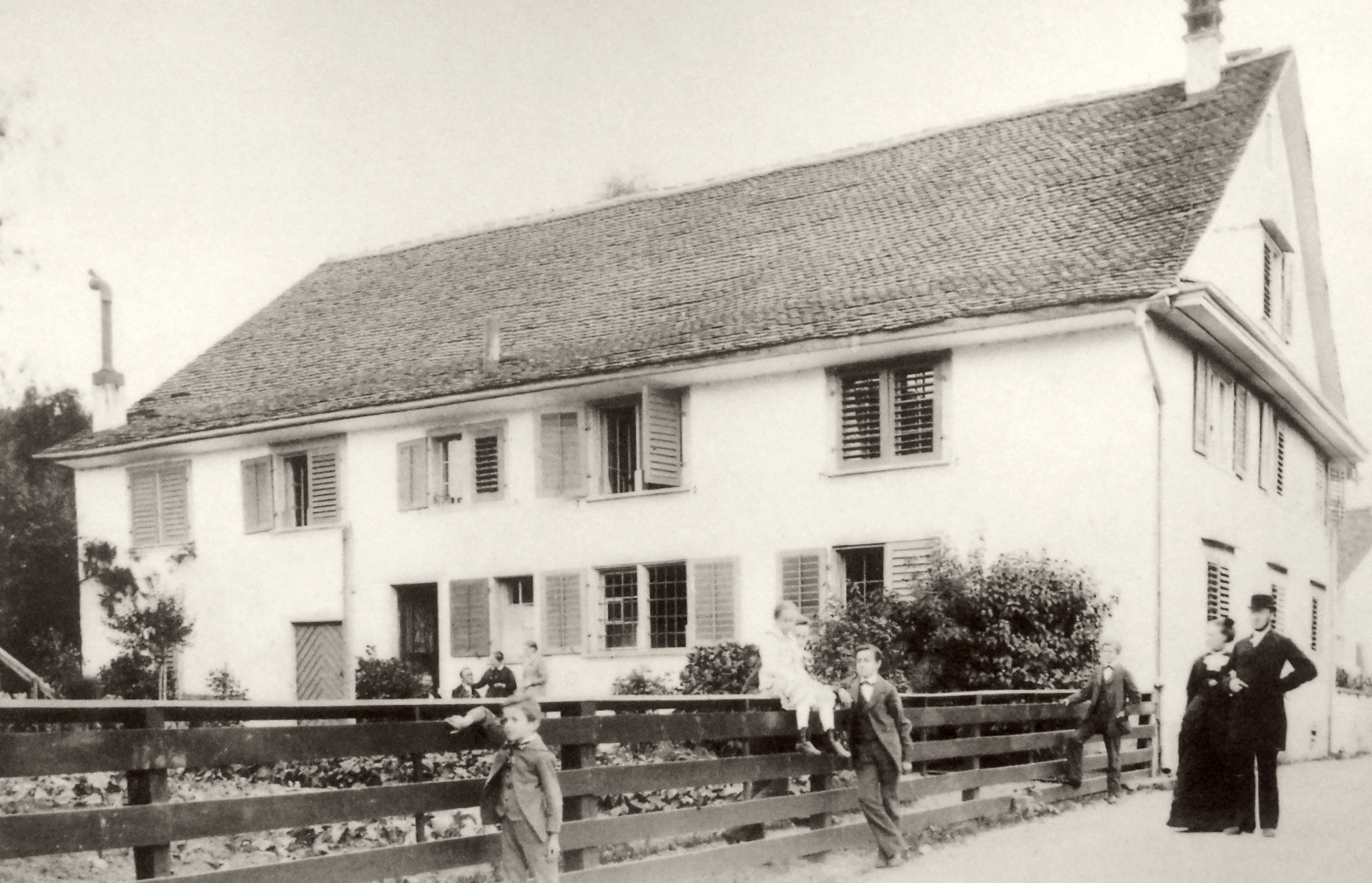
Het Althaus in Zollikon (kanton Zürich) in 1882.

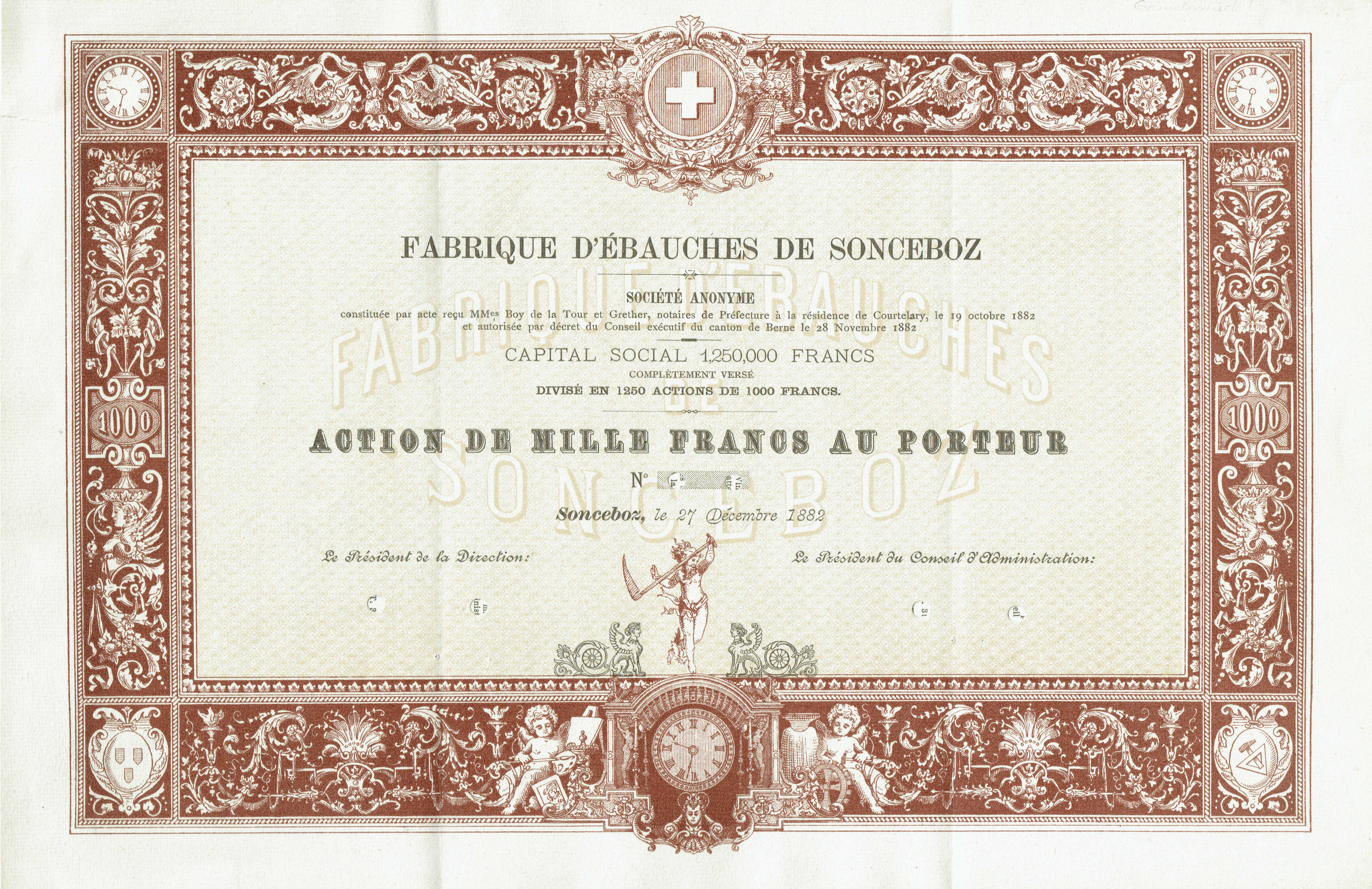
Aandeel van de Fabrique d'Ebauches de Sonceboz uit 1882.

### Januari
- 1 januari: Simeon Bavier wordt bondspresident van Zwitserland.
- 1 januari: de Gotthardspoorlijn tussen Göschenen (kanton Uri) en Airolo (kanton Ticino) wordt voorlopig in gebruik genomen.
- 1 januari: Inwerkingtreding van de federale wet op controle en garantie van de titel van goud- en zilverwerken.
- 1 januari: Inwerkingtreding van de federale wet op de uitgifte en terugkoop van bankbiljetten.
- 1 januari: Inwerkingtreding van de federale wet op de Landwehr-oefeningen en -inspecties.
- 1 januari: Inwerkingtreding van de federale wet op de burgerlijke hoedanigheid.

### April
- 22 april: In Lausanne (kanton Vaud) wordt de eerste elektriciteitscentrale van Zwitserland in gebruik genomen.

### Mei
- 22 mei: Plechtige inhuldiging van de Gotthardtunnel, die Luzern met Milaan verbindt. De werken hebben 10 jaar geduurd en hebben het leven gekost aan 177 mensen.

### Juli
- 30 juli: Bij de eerste referenda van het jaar verwerpen de bevolking en de kantons met 141.616 stemmen (47,5%) tegen 156.658 stemmen (52,5%) een grondwetsherziening omtrent auteursrechten. De bevolking verwerpt eveneens, met 254.340 stemmen (78,9%) tegen 68.027 stemmen (21,1 %), een epidemiewet.

### Augustus
- 29 augustus: In Zürich (kanton Zürich) wordt de eerste paardentram in gebruik genomen.

### Oktober
- 7 oktober: In Bulle (kanton Fribourg) verschijnt de krant La Gruyère voor het eerst.
- 10 oktober: Inwerkingtreding van de federale wet op de productie en verkoop van chemische lucifers.
- 28 oktober: Voor het eerst vindt er een telefoongesprek plaats tussen Zürich en Winterthur (kanton Zürich).

### November
- 26 november: Bij het laatste referendum van het jaar verwerpt de bevolking met 318.139 stemmen (64,9%) tegen 172.010 stemmen (35,1%) het federaal besluit ter uitvoering van art. 27 van de Zwitserse Grondwet.

### December
- 10 december: In Genève (kanton Genève) gaat de Zwitserse afdeling van het Leger des Heils van start met haar activiteiten.

## Geboren
- 3 januari: Rosalie Küchler-Ming, schrijfster (overl. 1946)
- 13 januari: Walther Rytz, bioloog (overl. 1966)
- 10 februari: Anton Jaeck, wielrenner (overl. 1942)
- 20 februari: Margarethe Faas-Hardegger, syndicaliste, feministe en antimilitariste (overl. 1963)
- 26 maart: Hermann Obrecht, politicus, lid van de Bondsraad (overl. 1940)
- 15 juli: Adolf Stelzer, voetballer (overl. 1950)
- 24 juli: Marguerite Weidauer-Wallenda, Duitse onderneemster en foorkraamster die in Zwitserland woonde (overl. 1972)
- 8 augustus: Olga Amberger, schrijfster (overl. 1970)
- 6 oktober: Karol Szymanowski, Pools componist die in Zwitserland overleed (overl. 1937)
- 21 oktober: Konrad Escher, kunsthistoricus en hoogleraar (overl. 1944)
- 10 november: Marta von Meyenburg, feminste (overl. 1972)
- 15 november: Elsa Mahler, taalkundige en hooglerares (overl. 1970)
- 10 december: Tina Truog-Saluz, lerares, schrijfster en journaliste (overl. 1957)
- 17 december: Ida Somazzi, onderwijzeres en feministe (overl. 1963)

## Overleden
- Ulrich Sutter, politicus (geb. 1822)
- Johann Kaspar Zollinger, politicus (geb. 1820)
- 23 februari: Édouard Desor, Duits-Zwitsers geoloog en natuurwetenschapper (geb. 1811)
- 25 februari: Philippe de La Harpe, arts, paleontoloog en museumconservator (geb. 1830)
- 28 maart: Hubert Charles, politicus (geb. 1793)
- 17 mei: Karl Johann Greith, bisschop (geb. 1807)
- 27 mei: Joachim Raff, Zwitsers-Duits componist, muziekpedagoog en pianist (geb. 1822)
- 18 september: August Fetscherin, arts en majoor (geb. 1849)
- 1 oktober: Louis-Alphonse de Mandrot, historicus (geb. 1814)
- 3 november: Giovanni Battista Pioda, politicus, voormalig lid van de Bondsraad (geb. 1808)
- 6 december: Alfred Escher, jurist, politicus en grootindustrieel (geb. 1819)
- 20 december: Alice de Chambrier, schrijfster (geb. 1861)

1848
· 1849
· 1850
· 1851
· 1852
· 1853
· 1854
· 1855
· 1856
· 1857
· 1858
· 1859
· 1860
· 1861
· 1862
· 1863
· 1864
· 1865
· 1866
· 1867
· 1868
· 1869
· 1870
· 1871
· 1872
· 1873
· 1874
· 1875
· 1876
· 1877
· 1878
· 1879
· 1880
· 1881
· 1882
· 1883
· 1884
· 1885
· 1886
· 1887
· 1888
· 1889
· 1890
· 1891
· 1892
· 1893
· 1894
· 1895
· 1896
· 1897
· 1898
· 1899
· 1900
· 1901
· 1902
· 1903
· 1904
· 1905
· 1906
· 1907
· 1908
· 1909
· 1910
· 1911
· 1912
· 1913
· 1914
· 1915
· 1916
· 1917
· 1918
· 1919
· 1920
· 1921
· 1922
· 1923
· 1924
· 1925
· 1926
· 1927
· 1928
· 1929
· 1930
· 1931
· 1932
· 1933
· 1934
· 1935
· 1936
· 1937
· 1938
· 1939
· 1940
· 1941
· 1942
· 1943
· 1944
· 1945
· 1946
· 1947
· 1948
· 1949
· 1950
· 1951
· 1952
· 1953
· 1954
· 1955
· 1956
· 1957
· 1958
· 1959
· 1960
· 1961
· 1962
· 1963
· 1964
· 1965
· 1966
· 1967
· 1968
· 1969
· 1970
· 1971
· 1972
· 1973
· 1974
· 1975
· 1976
· 1977
· 1978
· 1979
· 1980
· 1981
· 1982
· 1983
· 1984
· 1985
· 1986
· 1987
· 1988
· 1989
· 1990
· 1991
· 1992
· 1993
· 1994
· 1995
· 1996
· 1997
· 1998
· 1999
· 2000
· 2001
· 2002
· 2003
· 2004
· 2005
· 2006
· 2007
· 2008
· 2009
· 2010
· 2011
· 2012
· 2013
· 2014
· 2015
· 2016
· 2017
· 2018
· 2019
· 2020
· 2021
· 2022
· 2023